# Van Morrison
Van Morrison, (OBE) (született: George Ivan Morrison) (Belfast, 1945. augusztus 31. –) Grammy-díjas északír énekes, dalszerző, multi-instrumentalista, költő. Lemezei, köztük az Astral Weeks és a Moondance a kritikusok által elismert legjobb lemezek között szerepelnek, míg It's Too Late to Stop Now című koncertlemeze, minden idők legjobb élő felvételei közé tartozik. Sikereinek csúcsán adott koncertjeit transzcendentális élményként írják le.
A rajongók által „Van the Man”-nek becézett Morrison profi karrierjét tinédzserként az ötvenes évek végén kezdte. Több ír együttesben is megfordult, amelyek a kor slágereit játszották. Már ekkor számos hangszeren játszott: gitár, szájharmonika, billentyűs hangszerek, szaxofon. A Them nevű R&B együttessel került reflektorfénybe, Gloria című számukkal. Szólókarrierjét Bert Berns segítségével kezdte meg. Első slágere a Brown Eyed Girl volt 1967-ben. Berns halála után a Warner Bros. Records vásárolta ki élő szerződéséből, és segítségükkel elkészíthette első igazi lemezét az Astral Weeks-et. Habár a lemez jó kritikákat kapott, a közönség még nem volt vevő rá, így első (nem csak szakmai) sikerét a Moondance című lemezével érte el, amellyel nagyobb magasságokba lépett. A 70-es években készült lemezeivel és élő előadásaival komoly, a kritikusok által is elismert sikereket ért el, ami a mai napig folytatódik. 1968 óta először adta elő élőben [Astral Weeks című lemezét.
Morrison zenéje a soul és a R&B hagyományaira épül, olyan slágerekkel mint a Brown Eyed Girl, „Jackie Wilson Said (I'm in Heaven When You Smile)”, „Domino” és a „Wild Night”. De e stílusok mellett még kirándulást tett a jazz, folk, a kelta népi és a spirituális zene világába. Narratív előadásmódja, valamint időnként repetitív zenei stílusa meghatározó védjegyévé vált.
Művészetét a kritikusok is elismerik: hatszor kapott Grammy-díjat, és beválasztották a Rock and Roll Hírességek Csarnokába. Slágerei számos válogatás albumon jelentek meg.

## Élete és karrierje

### A kezdetek és zenei gyökerei: 1945–64
George Ivan (Van) Morrison 1945. augusztus 31-én született Észak-Írország-ban, Belfast-ban, a Hynford Street 125. szám alatt, George Morrison (hajógyári műszerész) és Voilet Stitt Morrison (fiatalkorában sztepptáncos) egyedüli gyermekeként. Morrison családi gyökerei a Belfastban letelepedett ulsteri skótokhoz köthető. 1950-től 1956-ig az akkor már „Van”-ként ismert fiú az Elmgrove Általános Iskolába járt. Édesapja birtokolta Ulsterben a legnagyobb lemezgyűjteményt, amelyre az 50-es években tett detroiti látogatásakor tett szert. A fiatal Morrison ezek révén ismert meg olyan előadókat mint Jelly Roll Morton, Lead Belly, Ray Charles, and Solomon Burke. Az utóbbi kettőről jegyezte meg Morrison, „Ray és Solomon nélkül ma nem tartanék ott, ahol vagyok. Ők inspiráltak engem, az ő zenéjük juttatott el a csúcsra, nélkülük nem csinálnám azt, amit most. A lemezgyűjtemény a zenei műfajok széles skálájával ismertette meg a fiatalembert. Muddy Waters a blues-t, Mahalia Jackson a gospel-t, Charlie Parker a jazz-t, Hank Williams és Jimmie Rodgers a country-t, Woodie Guthrie pedig a folk zenével hozta közelebbi kapcsolatba. Elsőként Sonny Terry blues zenész lemezét vásárolta meg. Mikor Lonnie Donegan Rock Island Line című Lead Belly által írt száma slágerré vált, Morrison már régen megismerkedett az eredeti változattal és a skiffle zenei stílussal.
Tizenegy évesen kapja apjától az első gitárját. Ezen tanulja meg az alapvető akkordokat, egy Alan Lomax által szerkesztett könyvből. Egy évvel később megalakítja első zenekarát a Sputniks-ot. A zenekart az akkor felbocsátott műholdról a Szputnyikről nevezi el. 1958-ban adnak néhány koncertet a helyi mozikban. Morrisoné a vezető szerep, énekel és a hangszerelést is magára vállalja. Több rövid életű együttes következik, köztük a tizennégy évesen alapított Midnight Special, amely skiffle zenét játszik. Amikor Jimmy Giuffre-t hallja a The Train and the River című számot játszani szaxofonon, rábeszéli apját, vegyen neki egy tenorszaxofont. Leckéket vesz és ekkor ismerkedik a zenei elmélettel is. Egyre fejlődő zenei tudásával több helyi együtteshez csatlakozik, köztük a Deanie Sands and the Javelins-hez, ahol gitáron játszik és énekel. A zenekar felállása Deanie Sands énekes, George Jones gitáros és Roy Keane dobos, énekes. Később Wesley Black zongoristával kiegészülve Monarchs néven válnak ismertté.
Morrison az Orangefield Középiskolába járt. 1960 júliusában kilépett, anélkül, hogy képesítést szerzett volna. A munkásosztály tagjaként az volt az elvárás, hogy teljes munkaidős állást szerez, így ablaktisztítóként helyezkedett el, ahogy azt később két dalban is megemlít: a Cleaning Windows és a Saint Dominc’s Preview-ban. A zenével továbbra is kapcsolatban marad, részidősként a Monarchs tagja marad. A fiatal Morrison további együttesekben is szerepelt: a Harry Mack Showband-ben és a Great Eight-ben, ahol együtt játszott Geordie Sproule-lal, akit később egyik legnagyobb inspirálójának nevezett.
Tizenhét éves korában európai turnén vesz részt a Monarchs-szal, immáron International Monarchs néven. Az együttesben Morrison szaxofonon, gitáron, hárfán és basszusgitáron játszik. Bejárják az Egyesült Államok hadseregének klubjait Skóciától kezdve, Anglián át egészen Németországig, nemegyszer öt szettet játszanak egy este. Németországban az együttes egy kislemezt rögzít Boozoo Hully Gully/Twingy Baby címmel ezúttal Georgie and the Monarchs néven. Ez volt Morrison első lemezfelvétele amelyen szaxofonon játszik. A felvételt a kölni Ariola Studios-ban készítették 1963 novemberében. A német slágerlistákon csak kisebb sikert ért el.
1963 novemberében Belfastba visszatérve a zenekar feloszlott, így Morrison Geordie Sproule Manhattan Showband nevű csapatához csatlakozott Herbie Armstrong gitárossal egyetemben. Mikor Armstrong próbajátékra jelentkezett Brian Rossi együtteséhez, a Golden Eagles-höz, Morrisont is felvették mint blues énekest.

### Them: 1964–1966
1964 áprilisában Morrison egy újsághirdetésre válaszolva – amelyben zenészeket kerestek a Maritime Hotel klubjába – megalakította új zenekarát amely kezdetben a The Gamblers névre hallgatott. Az 1962-ben alakult kelet-belfasti zenekar Ronnie Millings, Billy Harrison, Alan Henderson és Eric Wixon alapítótagokkal, valamint Morrison érkezésével alakult át a Them nevű zenekarrá, melynek nevét egy ötvenes évekbeli horrorfilmből kölcsönöztek Eric Wixon javaslatára. A Them-nek köszönhetően tett nemzetközi ismertségre Morrison.
A csapat remek R&B koncertjei felkeltették a figyelmet a Maritime-ban. Tapasztalat nélkül játszottak, Morrison felkészülés nélkül alkotta meg dalait élőben. A csapat egy ideig feldolgozásokat játszott, majd Morrison korai dalait is felvették a repertoárba, mint a Could You Would You-t, amelyet Morrison Camden Town-ban írt a The Manhattan Showband-del turnézva. Itt adták elő élőben a később nagy sikert aratott Gloria-t. A dal nem egyszer húsz percig is eltartott. Morrison azt állította később a „Them a Maritime Hotel színpadán élt és halt”. Úgy hitték a zenekar nem lett volna képes a koncertek spontaneitását és energiáját elkapni stúdiófelvételen. A kijelentés megmutatta a felállás sebezhetőségét, mivel számos tag megfordult a formációban. A zenekar állandóságát Morrison és Henderson jelentették, de Morrison kiválása után is folytatták, igaz csekély sikerrel.
Dick Rowe a Decca Records producere egyik koncertjükön figyelt fel rájuk, és egy kétéves szerződés tett le a zenekar elé. Ezalatt az időszak alatt két nagylemezt és tíz kislemezt készítettek, de Morrison kiválása után is jelent meg két kislemezük. Három daluk került a slágerlistákra, Baby, Please Don't Go (1964), Here Comes the Night (1965), and Mystic Eyes (1965), és habár a Baby Please Don't Go B-oldalaként jelent meg, a Gloria igazi klasszikusnak számít, amelyet számos zenekar feldolgozott, többek között Patti Smith, The Doors, Shadows of Knight és Jimi Hendrix.
Morrison „garázsrock” klasszikusát 1999-ben iktatták be a Grammy Hírességek Csarnokába. Paul Williams így ír róla: „Van Morrison hangja jelzőfény a sötétségben, világítótorony a világ végén. Az emberiség az egyik legtökéletesebb rockhimnuszát köszönheti neki.”
Kislemezeik sikereinek és a „Brit Inváziónak” köszönhetően 1966 májusában két hónapos turnéra indulnak az Egyesült Államokba. Május 30. és június 18. között a Whiskey a Go Go-ban játszanak Los Angelesben. Az utolsó héten a The Doors volt az előzenekar. Riders on the Storm című könyvében John Densmore megemlíti, hogy Van Morrison nagy hatással volt Jim Morrisonra a The Doors énekesére. Brian Hinton írja: „Jim Morrison gyorsan elsajátította névrokona színpadi technikáját, látszólagos vakmerőségét, azt a módot, ahogy a költészetet beolvasztotta a zenébe, fellépései tompított haragját, sőt még azt is, ahogy az hangszeres részek közben leguggol a dob mellé. Az utolsó estén a két Morrison és a két zenekar együtt jammelt a Gloria című számra.
A turné vége felé vitába szállnak menedzserükkel Phil Solomonnal az együttesnek fizetett bevételekről. Ez, valamint a vízumuk lejárta miatt visszatérnek Írországba, ahol két további koncert után feloszlik a zenekar. Morrison a később megjelenő Astral Weeks-en szereplő dalai írására összpontosított, míg a zenekar többi tagja 1967-ben újraalakította a zenekart és áttették székhelyüket Amerikába.

### Szólókarrierje kezdete, az első siker – 1967
Bert Berns, az 1965-ös Here Comes the Night producere és zeneszerzője, meggyőzte Morrisont, hogy térjen vissza New York-ba, és készítsen felvételeket a Bang Records számára. Morrison Amerikába repült és aláírt egy általa alig átolvasott szerződést. 1967 márciusában két nap alatt nyolc felvételt készítettek, amelyet eredetileg négy kislemeznek szántak, ehelyett azonban Blowin’ Your Mind! címmel nagylemezként jelentek meg Morrison tudta nélkül. A megjelenésről akkor szerzett tudomást, amikor egy barátja telefonon elmesélte neki, hogy vásárolt belőle egy példányt. 1973-ban Donald Corvinnak így mesélt erről: „Egyáltalán nem voltam boldog tőle. Ő (Bert Berns) választotta ki a zenekart és a hangnemet. Nekem más elképzeléseim voltak.
Ebből a korai próbákból született meg a Brown Eyed Girl. Huszonkettedig próbálkozásra sikerült jól rögzíteni, a dal pedig 1967 június közepén jelent meg, és a slágerlistán a tizedik helyig kúszott fel. Ez a dal lett Morrison legtöbbet játszott dala, negyven évvel később, 2007-ben a negyedik legtöbbet kért dal lett az Egyesült Államokban.
Berns 1967-es halálát követően Morrison jogi vitába keveredett a szerződését illetően Berns özvegyével, amely meggátolta, hogy fellépéseket vállalhasson a New Yorkban és környékén. Big Time Operators című 1993-as dala az akkori New York-i zenei üzleti élet dolgaival foglalkozott. Bostonba költözött, ahol személyi és üzleti problémákkal kellett szembenéznie, nehezen sikerült koncerteket lekötnie. Pár koncertnek köszönhetően visszatalált az ösvényre és a Warner Bros.-nál kezdett dalokat felvenni, mert a cég kivásárolta a Bang Records-szal kötött élő szerződéséből. Morrison teljesítette a Bang szerződés záradékát, amelyben vállalta, hogy egy éven belül felvesz harminchat dalt, amelyből harmincegyet egy session alatt készít el. Berns özvegye Ilene Berns a dalokról így vélekedett: „nonszensz zene… gyűrűsférgekről” és nem használta fel őket. A fiókszerzemények a „bosszúdalokként” lettek ismertek.

### Astral Weeks – 1968
Lásd még: Astral Weeks
Első albuma, Warner Bros-nál jelent meg, Astral Weeks címmel. A lemez anyagát már korábban is játszotta koncerteken, Boston környékén. Misztikus dalciklus, sokan a mai napig legjobb munkájának tartják és minden idők egyik legjobb nagylemezének. Morrison nyilatkozata: „Amikor az Astral Weeks megjelent, szó szerint éheztem”. 1968-as megjelenését követően a kritika elismerően szólt a lemezről, de a közönség eredetileg közömbösen reagált rá. A mai napig a zeneileg besorolhatatlan albumok között említik, de hipnotikus, meditatív és különleges zenei erővel bíró lemeznek írják le. Az anyagot a francia impresszionizmussal és a kelta költészettel hasonlították össze. Egy 2004-ben megjelent Rolling Stone ismertetés ezekkel a szavakkal kezdődik: „Ez olyan rejtélyesen szép zene, amelyet a mai napig könnyedén, egyszerűen leírni. Alan Light később így jellemezte: „olyan, amelyet ő maga, és senki más sem alkotott előtte. Morrison az elveszett szerelemről, halálról, a gyermekkori vágyódásról énekel, olyan kelta lélekkel, amely a védjegyévé vált. A lemez sok „minden idők legjobb lemezei” listán szerepel. A Mojo magazin 1995-ös Minden idők legjobb 100 albuma listáján a második lett, míg a Rolling Stone 2003-as 500-as listáján a tizenkilencedik helyet foglalta el.
2009 decemberében a Hot Press magazin által megkérdezett ír zenészek listáján minden idők legjobb ír lemezének választották.

### A Moondance-től az Into the Music-ig: 1970–1979
Morrison harmadik albuma Moondance néven látott napvilágot 1970-ben. Ez lett az első lemeze, amely milliós nagyságrendben fogyott, a Billboard slágerlistáján pedig a huszonkilencedik helyig jutott. Stílusa és hangulata élesen különbözik az előző lemezétől. Amíg az Astral Weeks egy szomorkás, sebezhető tónusú, addig a Moondance egy vidám, optimista hangulatot áraszt. A címadó dal, habár nem jelent meg önálló kislemezlént az USA-ban 1977-ig, mégis a rádióállomások kedvence lett. Az Into the Mystic szintén nagy sikert aratott. A Come Running az American Top 40-be került, amely megmentette az ún. láthatatlan státustól Morrisont. A nagylemez remek fogadtatásban részesült a kritikusok által. Lester Bangs és Greil Marcus egész oldalas lemezkritikát írt a Rolling Stone magazinba: Morrison feltűnő látnoki képzelőerővel rendelkezik, a szó legszorosabb értelmében. Egy ilyen típusú együttes után kutattam” mondta a lemez felvételeiről – két fúvós hangszer és a ritmusszekció, ezt a fajta formációt szeretem a legjobban,” A lemeznek saját maga volt a producere, mivel úgy érezte senki sem lenne képes a feladatra. A lemez 65. lett a Rolling Stone magazin „Minden idők 500 legjobb albuma” szavazáson.
A következő néhány évben nagylemezek sorát jelentette meg, kezdve 1970-ben a His Band and the Street Choir lemezzel, amely sokkal nyugodtabb hangvételű elődjénél, de nem tökéletes, ahogy a kritikus Jon Landau megjegyezte: „pár számmal több olyan tökéletessé tehette volna a lemezt, amelyet mindenki szeretne magáévá tudni.” Ezen a lemezen is akadt slágerlistás dal Domino címmel. A szám a kilencedik helyig jutott a Billboard slágerlistán.
1971-ben jelenik meg a Tupelo Honey, amely szintén kedvezően fogadtak a kritikusok. Az albumon helyet kapott a Wild Night című dal, amelyet John Mellencamp dolgozott fel később. A címadó dal erőteljes country-soul stílusú, a lemez is egy hasonló hangulatú számmal a Moonshine Whiskey dallal zárul. Morrison eredetileg country albumnak szánta. A felvételeket élőben játszották fel, próbák után. Társ-producere Ted Templeman a módszerről azt mondta: „a legijesztőbb dolog, amit valaha láttam. Ha valami összeállt a fejében, akkor azt azonnal fel akarta venni, mindenféle utófelvétel nélkül.”
Az 1972-es Saint Dominic’s Preview szakít az előző három lemez hangvételével és visszatér az Astral Weeks merészebb, kalandosabb és meditatív szemléletmódjához. A két stílus elegyítése olyasfajta sokoldalúságot hozott, amely előző lemezein nem volt megtalálható. Két dal, a Jackie Wilson Said (I'm in Heaven When You Smile) és a Redwood Tree a Hot 100 slágerlistán is felbukkant. A Listen to the Lion és az Almost Independence Day című dalok, több mint tíz percesek és az Astral Weeks óta nem tapasztalt költői látomásra épülnek.
Az 1973-as Hard Nose the Highway vegyes kritikákat kapott, de inkább a negatív hangok voltak jellemzőek. A lemezen helyet kapott az egyik legnépszerűbb dala a Warm Love, de a kritikusok nem szerették a lemezt. A Rolling Stone magazin kritikusa a következőt írta: „lélektanilag összetett, zeneileg egyenetlen, szövegvilága kitűnő”.
1973-ban Írországban tett három hetes látogatásakor hét dalt írt, amelyek a következő album a Veedon Fleece anyagát alkotják. Habár gyér érdeklődés kísérte a megjelenést, az évek múlásával a szelleme észrevehetően nőtt. Manapság Morrison egyik leghatásosabb és legköltőibb lemezének tartják. Egy 2008-as Rolling Stone recenzióban Andy Greene azt írta: „az album megjelenését a kritikusok testülete egy vállrándítással intézte el” majd így összegez: Sok, csodálatos albumot jelentett meg, de egyik sem érte el ennek varázslatos magasságát.” Az A-oldal zárószáma a You Don't Pull No Punches, But You Don't Push the River példázza a legjobban Morrison hosszú, hipnotikus, sejtelmes utalásait a látnok-költő William Blake-re és az észrevehetően Grál-szerű Veedon Fleece témájára.
Morrison három évig nem készített újabb stúdiólemezt. Akkor már tíz éven keresztül folyamatosan dolgozott. Egy interjúban elmondta, szüksége volt egy kis pihenésre, távolságra a zenétől és a munkától. Alkotói válságba került, emiatt komolyan fontolgatta, végleg abbahagyja profi pályafutását. A találgatások, hogy egy hosszabb próba felvételei Mechanical Bliss, Naked in the Jungle, vagy Stiff Upper Lip címmel jelennek meg valótlannak bizonyultak. Morrison következő albuma 1977-ben látott napvilágot A Period of Transition címmel. A lemez elkészítésében közreműködött Dr. John, akivel a The Band együttes The Last Waltz búcsúkoncertjén léptek fel közösen. A lemez langyos kritikai fogadtatásban részesült, de egy termékeny dalszerző időszak kezdetét jelentette.
A következő évben elkészíti Wavelength című albumát, amely a leggyorsabban fogyó album lett karrierje során, és hamarosan aranylemezzé vált. A címadó dal szerény sikert hozott, a slágerlistán a 42. helyig kúszott fel. A 70-es évek szintetizátorait felhasználva, a rövidhullámú rádióállomások hangjait utánozta, amiket fiatal korában hallgatott. A nyitó dal a "Kingdom Hall" felidézte Morrison gyermekkorát, amikor édesanyjával templomba jártak, és a következő albumának témáját vetítette előre.
Az Allmusic által „meghatározó a klasszikus Morrison-kor utáni” lemez az Into the Music 1979-ben jelent meg. Az album dalai a zene gyógyító erejére utalnak, amely Morrison legkedveltebb témájává vált a későbbiek során. Az első dal a "Bright Side of the Road" egy igazi vidám, felemelő szám, ami a Michael című filmben is megjelent.

### A "Common One"-tól az "Avalon Sunset"-ig: 1980–1989
Következő lemezével az új évtized Morrisont egy felfedezetlen területen találta, tele könyörtelen lemezkritikákkal. 1980 februárjában Morrison egy csapat zenész kíséretében a Francia Alpokban található Super Bear stúdióba vonult (amely korábban apátságként működött), hogy felvegye eddigi legvitatottabbnak tartott lemezét. Később Morrison bevallotta, a lemezt sokkal ezoterikusabbnak szánta, mint a végeredmény. A Common One hat különböző hosszúságú dalt tartalmaz. A leghosszabb a "Summetime in England" a maga tizenöt és fél percével, amely a végén a „Can you feel the silence?” sorral zárul. A New Musical Express magazin kritikusa így írt az albumról: „kozmikusan eltompult, végeérhetetlen, gondolatszegény, egy kietlenül öntelt döfés a spiritualizmusba. Még Greil Marcus kritikus is, aki kedvező kritikákat írt korábbi Morrison-lemezekről, azt mondja: „Morrison annak a misztikus poétának a szerepében tetszeleg, amelynek saját magát gondolja”. A zenész állítása szerint, azonban nem szánta kereskedelmileg sikeres albumnak. Életrajzírója Clinton Heylin így összegez: „Soha többet nem fog ilyen ambiciózus lemezt készíteni. Mostantól minden radikális ötletet megbélyegeznek a kommercialitás hiányára hivatkozva. Később a kritikusok is újraértékelték a lemezt a Summertime in England sikerének köszönhetően. Lester Bangs írta 1982-ben: „Van szent muzsikát írt, annak ellenére, hogy magát nem gondolja annak, és mi (sic!) rock kritikusok elkövettük azt a hibát, hogy túl sok jelentőséget tulajdonítottunk a szövegeknek.”
Az 1982-ben megjelent Beautiful Vision című albumon Morrison visszatér északír gyökereihez. A kritikusok és a közönség is kedvező fogadtatásban részesítette a lemezt, amelyen helyet kapott a "Cleaning Windows" című dal, utalva a zenész iskola utáni foglalkozására. Több más dal "Vanlose Stairway", "She Gives Me Religion" és az instrumentális "Scandinavia" is egy új, Morrison magánéletében megjelenő, múzsára utal. A dán származású ügynök osztotta a zenész érdeklődését a spiritualitás terén és állandó befolyással bírt tevékenységére a 80-as évek nagy részében. A huszonötödik Grammy-díj átadáson a "Scandinavia" című számot zongorán Morrisonnal a Legjobb Instrumentális Rock Dal kategóriában jelölték.
A 80-as években megjelenő korongjain továbbra is a vallás és a spiritualitás kap főszerepet. Az 1983-as Inarticulate Speech of the Heart lemezen, amely "további lépés a meditációs zene irányába", helyet kapott többek között a szintetizátorok, az írek jellegzetes népi hangszere az "uilleann pipes" (duda), és a furulya. A dalok közül négy szám is instrumentális. Az album elnevezése, és bizonyos hangszerek használata is arra a régóta Morrison által hitt tényre mutatott rá, hogy "nem a személy által használt szavak a mérvadóak, hanem a szavak mögött megbújó meggyőző erő, ami igazán fontos". Ezen időszak alatt Morrison szcientológiával is foglalkozott, az albumon megjelenő köszönetben ott szerepelt L. Ron Hubbard neve is.
Az 1985-ös Sense of Wonder album az előző négy lemez spirituális témáit vonja össze, amely így jelenik meg a Rolling Stone magazin lemezkritikájában: "újjászületés (Into the Music); mélyen elgondolkodtató és meditatív (Common One); eksztázis és alázatosság (Beautiful Vision); és áldott, a mantrához hasonló sóvárgás". A "Tore Down a la Rimbaud" a francia költőre utal, és a zenész 1974-ben tapasztalt írói válságára. Ugyanebben az évben írt zenét a Liam Neeson főszereplésével bemutatott "Lamb" című filmhez.
1986-os No Guru, No Method, No Teacher című lemezéről a következő kritika jelent meg: "őszinte szentség… és zenei frissesség jellemzi, amely csak a megfelelő kontextusban érthető". Kedvező kritikát kapott a "Sounds" című zenei szaklap írójától is: "az Astral Weeks óta a legérdekesebb és legbonyolultabb lemeze", valamint "Morrison varázslatos, misztikus legjobbját nyújtja”. Az "In the Garden" című számnak Morrison szerint "határozott meditációs folyama van, amely a transzcendentális meditáció alapja. Ez nem TM". A lemez címe cáfolata annak, hogy a média mindenáron valamelyik hitvallás elkötelezettjeként akarja bemutatni. Egy interjúban a következőket nyilatkozta "Anthony Denselow"-nak, az "Observer" munkatársának: "Rengeteg hazugság kering rólam. Ez a lemez kifejti az álláspontomat. Soha semmilyen szervezethez nem csatlakoztam, és a jövőben sem tervezem. Nem kötöm össze magam semmiféle guruval, egyetlen módszerhez sem kötelezem el magam, és azoknak az embereknek üzenem, akik nem ismerik a guru szót, nincs egyetlen tanárom sem."
A "No Guru" album megjelenése után Morrison zenéje kevésbé energikussá és többnyire érettebbé vált. Az 1987-ben kiadott Poetic Champions Compose lemez sokak szerint az egyik legjobb a nyolcvanas években kiadottak közül. A "Someone Like You" című romantikus balladát számos film használta fel filmzeneként, többek között az 1995-ös Francia csók, és a 2001-es Bridget Jones naplója.
Az 1988-ban megjelent Irish Heartbeat című korong tradicionális ír dalokat dolgozott fel. Ebben segítségére volt a legendás ír folkegyüttes a Chieftains. A lemez az angol slágerlistákon a 18. helyig jutott. A címadó dalt eredetileg az 1983-as "Inarticulate Speech of the Heart" albumra szánta.
1989-ben az Avalon Sunset-en kapott helyet a "Whenever God Shines His Light" című duett Cliff Richarddal és a nagy sikerű "Have I Told You Lately", amelyben "a földi szerelem Istenné változik át". A 13. helyig jutó lemezen, habár mélyen spirituális lemezként jellemezték, helyet kap „az izzó szexualitással foglalkozó” "Daring Night" című alkotás is, „amit a templomi orgona lüktetése sejttet”. A fő témák között az Isten, a nő, a belfasti gyermekkor és az idő megállásának varázslatos pillanatai szerepelnek. A lemezen többször hallható a felszólítása a tempóváltásra, valamint a számok 1-től 4-ig való ismételgetése, felhívva a figyelmet a akkordváltásokra (az első és a negyedik akkord a fő kulcs a zenében). Gyakran két nap alatt fejezte be lemezeit, sokszor az első felvétel került fel a nagylemezre is.

### A The Best of Van Morrison-tól a Back on Top című albumig: 1990–1999
A kilencvenes évek eleje, közepe sikeresnek bizonyult Morrison számára. Három albuma az első öt közé került a brit slágerlistákon, telt házas koncerteket adott és láthatóbbá vált a közönség számára, de ez az időszak hozta meg lemezei negatív kritikai fogadtatását is. Az évtized az általa válogatott album a The Best of Van Morrison-nal indult. Főleg a sikeresnek mondható kislemezek kerültek fel rá, így a siker sem maradt el. Másfél évig szerepelt a lemezlistákon multi-platina státust ért el. Az "Allmusic" így írt róla: "karrierje magasan legjobban fogyó albuma lett". Az 1990-es Enlightenment című lemez nagy sikere lett a "Real Real Gone", amelyet a "Common One" nagylemezre szánt. 1991-ben megjelentette pályafutása egyetlen dupla stúdió albumát a Hymns to the Silence-t. A lemez két fő témát feszeget: a zenész zaklatott kapcsolatát a zenei iparággal és fiatalkor utáni sóvárgást. Néhány dala Tom Jones lemezén is felbukkant. 1993 januárjában jelenik meg az újabb válogatáslemez The Best of Van Morrison Volume Two. Júniusban kiadja a Too Long in Exile korongot, amivel megint csak az első öt közé kerül a slágerlistákon. 1994-es koncertlemeze az A Night in San Francisco kritikai és közönségsikert aratott és a nyolcadik helyig tornázta fel magát a slágerlistákon. 1995-ös Days Like This című lemeze jól fogyott, habár a kritikusok messze nem voltak elragadtatva tőle. Ezen időszakban sok egyéb elfoglaltságot is talált magának. 1996-os How Long Has This Been Going On és Tell Me Something: The Songs of Mose Allison című jazzlemezei jól jellemzik kísérletezőkedvét és tisztelgését más stílusok előtt. A 2000-ben megjelent The Skiffle Sessions – Live in Belfast 1998 szintén egy általa kedvelt és korai zenei tevékenységét befolyásoló stílus előtti tisztelgés.
1997-ben a The Healing Game albuma vegyes kritikai fogadtatásban részesült. A szövegeket egyenesen „fáradtnak” és „ostobának” írják le. Greil Marcus azonban dicsérte a korong komplexitását: „olyan otthonos és tökéletes zenei közegbe viszi a lemez hallgatóját, hogy az elfelejti, a zene felidézhet ilyen helyeket, amelyeket aztán benépesít emberekkel, cselekvéssel, kívánságokkal, félelemmel”. A rákövetkező évben Morrison végre megjelenteti kiadatlan felvételeit egy dupla albumon The Philosopher's Stone címmel. Az 1999-es Back on Top szerényebb sikert ért el: az Egyesült Államokban a legmagasabban jegyzett korong lett az 1978-as "Wavelength" óta.

### Utóbbi évek: 2000-től napjainkig
Morrison a 2000-es években is folytatta a lemezkiadást és a turnézást, gyakran kétszer-háromszor is fellépett egy héten belül. Megalakította saját, független lemezkiadó társaságát, az Exile Production Ltd.-t, amely lehetővé tette számára a teljes ellenőrzést az által elkészített albumok fölött, valamint kiválaszthatta mely céget kéri fel lemezei hirdetésére és terjesztésére.
2002-es Down the Road című lemeze elismerő kritikákat kapott és az 1972-es "Saint Dominic’s Preview" óta a legnagyobb sikert aratta Amerikában. Nosztalgikus hangulatot áraszt, tizenöt dala remekül képviseli az általa kedvelt és régebben játszott zenei stílusokat, kezdve az R&B-től a blues-on át a country és folk stílusig. Az album egy dalát elhunyt apja tiszteletére írta, aki alapjaiban határozta meg korai zenei ízlését.
2005-ös Magic Time albuma májusi megjelenésekor a huszonötödik helyen debütált a US Billboard 200-as listáján. A közönség szemében először jelenik meg úgy, mint a negyven évvel korábbi Them frontembere. A "Rolling Stone" a legjobb 2005-ös lemezek listáján a tizenhetedik helyre sorolja. Az év folyamán egy felvétellel járult hozzá a Katrina hurrikán áldozatai megsegítésére megjelentetett album a Hurricane Relief: Come Together Now részére. A "Blue and Green" című számon Foggy Lyttle gitározott. A dal megjelent a The Best of Van Morrison Volume 3 című albumon is. 2005 nyarán főelőadóként részt vett a Stornoway-ben megrendezett The Hebridean Celtic fesztiválon.
Pay the Devil című 2006-os korongja főleg country stílusú számokat tartalmaz. A Ryman Auditorium-ban megtartott koncertjére azonnal elfogytak a jegyek. A "Pay the Devil" a Billboard 200-as Country listáján a hetedik helyre került. Az Austin Limits zenei fesztiválon nyújtott teljesítményét a "Rolling Stone” magazin a fesztivál tíz legjobb előadásai közé sorolta. 2006 novemberében korlátozott számban megjelentette a fesztiválon játszott zenei anyagot. Később egy CD/DVD formátumban kiadta a "Pay the Devil" albumot és a Ryman koncert anyagát. 2006 októberében első DVD-je az 1974-es és 1980-as montreux-i fesztiválon adott koncertjeit tartalmazta.
Egy új, dupla album formájában jelenik meg 2007 júniusában a The Best of Van Morrison Volume 3. 31 dalt tartalmaz, köztük néhány, kiadatlan felvételt is, amelyeket 1993-tól 2005-ös időszakban készített. 2007 szeptember 3-án az iTunes internetes áruházban elérhetővé váltak 1971-től 2002-ig kiadott lemezei.
2007. október 22-én Still on Top – The Greatest Hits címmel újabb válogatáslemeze lát napvilágot. A hivatalos brit slágerlistán az Official UK Top 75 Albums-on, a második helyre kerül, minden idők legjobb helyét foglalva el ezzel.
2008-as Keep it Simple albuma márciusban jelenik meg. Tizenegy saját jegyzésű dalt tartalmaz. Az albumot népszerűsítő rövid turnéra indul az Amerikai Egyesült Államokba. Az Angliában tartott koncertet a BBC 2 rádió is sugározta. Megjelenésekor a Billboard 200-as listáján a tizedik helyre került, amely Morrison első Top Ten lemezét jelentette Amerikában.
Harmincnegyedik lemeze a Born to Sing: No Plan B 2012 októberében a Blue Note Records kiadásában kerül a boltokba. A lemezt Morrison szülővárosában Belfast-ban vették fel. A lemezt népszerűsító kislemez az "Open the Door (to Your Heart)" 2012. augusztus 24-én jelent meg. 2021-ben Morrison szerezte Kenneth Branagh életrajzi filmjének, a Belfastnak a zenéjét.

## Élő koncertek
1972-ben, tízéves előadói karrierrel a háta mögött, színpadi lámpalázat kezdett tapasztalni magán. Addig csak kis számú közönség előtt lépett fel, de amikor ezreknek kellett játszania szorongás uralkodott el rajta, valamint kerülte a szemkontaktust. Egy interjúban így beszélt a fellépésekről: „A számok eléneklése élvezetet okoz, de nagyon nehéz ott fent, a színpadon lenni.” Rövid ideig abbahagyta a koncertezést, majd lassanként visszanyerte önbizalmát, habár csak klubokban lépett fel, kisebb számú közönség előtt.
1974-es lemezét, a It’s Too Late to Stop Now-t minden idők egyik legjobb koncertlemezének tartják, amely rendszeresen tagja a legjobb koncertlemez-listáknak. Életrajzírója Johhny Rogan szerint: „Morrison előadói korszakának legjobb fázisát élte abban az időben”. A koncertlemez felvételei a három hónapos amerikai és európai turné során készültek, 1973-ban, a "The Caledonia Soul Orchestra" közreműködésével. A lemez felvételei után Morrison kisebbé alakította át alakította a zenekart, immáron "Caledonia Soul Express" néven.
1976-ban hálaadáskor lépett fel a The Band együttes legendás búcsúkoncertjén. Évek óta az első fellépése volt, bár az utolsó percig vonakodott színpadra lépni, még akkor is, amikor bejelentették a nevét. Menedzsere Harvey Goldsmith mondta: „szó szerint kilökdösték a színpadra”. Morrison jó viszonyt ápolt a zenekarral, Woodstock-ban közeli szomszédok voltak, és közös volt bennük a színpadi lámpaláz jelensége is. A koncerten két dalt adott elő: egy klasszikus ír dalt a "Too Ra Loo Ra Loo Ral"-t, és az 1970-es Moondance albumon szereplő "Caravan"-t. Greil Marcus szerint: „Van Morrison feje tetejére állította a koncertet, a tetőgerendáknak énekelt és lyukakat égetett a padlóba. Győzedelmeskedett, aztán ahogy a dal véget ért, Van túláradó örömében a lábával a levegőbe rugdosott és rakkétaként száguldott le a színpadról. A közönség melegen köszöntötte és hangosan éljeneztek levonulásakor.” A koncertet filmre vették és 1978-ban mutatták be Scorsese rendezésében Az utolsó valcer címmel.
A The Band-del való együttműködése során a "Belfast Cowboy" és a "Van the Man" beceneveket kapta. Morrison a koncerten duettet énekelt "4% Pantomime" számban (amelyet közösen írt Robbie Robertsonnal), Richard Manuel „Oh, Belfast Cowboy” felkiáltással hívja színpadra. Ez a The Band Cahoots című albumán is megjelenik. A "Caravan" című szám előadása után, levonulásakor Robertson így kiáltott: "Van the Man!".
1990. július 21-én részt vesz a The Wall – Live in Berlin előadáson. A koncerten jelenlévő közönség számát háromszáz- és ötszázezer közöttire becsülték, és a világ televíziói is közvetítették. A "Comfortably Numb" című számot adta elő Roger Waters-szel és a The Band többi tagjával, Levon Helm-el, Garth Hudson-nal and Rick Danko-val közösen. A koncert végén a többi előadóval együtt énekelte el a "The Tide is Turning" című dalt.
Bill Clinton amerikai elnök 1995. november 30-ai belfasti látogatásakor becslések szerint hatvan-nyolcvanezer ember előtt lépett fel. Dala a "Days Like This" az északír békemozgalom hivatalos himnuszává vált.
A 2000-es években is folytatta a koncertezést, bár inkább fellépéseket vállal, mint teljes koncertturnékat. Fellépésein kevés jól ismert számot játszik, határozottan elutasítja a nosztalgikus dolgokat. Egy 2006-os interjú során így nyilatkozott Paul Sexton-nak: „Nem nagyon turnézom, ez egy újabb tévhit. A szó legszorosabb értelmében a turnézást talán a 70-es, 80-as években abbahagytam. Inkább fellépéseket vállalok. Heti átlag kettőt. Csak Amerikában lépek fel többször többet, mert ott többre van igény”.
2008. november 7-én és 8-án a los angeles-i Hollywood Bowl-ban lépett fel, ahol életében először adta elő élőben "Astral Weeks" című lemezét. Kísérőzenekarában gitárosként fellépett az a Jay Berliner aki az eredeti lemezen is szerepelt 1968 novemberében, negyven évvel ezelőtt. A billentyűs hangszereken Roger Kellaway játszott. 2009. február 24-én a két koncert anyagából jelent meg az Astral Weeks – Live at the Hollywood Bowl CD-n és DVD-n. 2009 februárjában Morrison visszatért az Egyesült Államokba újabb koncertek erejéig. Fellépett többek között a Madison Square Garden-ben és a Beacon Theatre-ben. Interjút készített vele Don Imus és vendége volt a Late Night with Jimmy Fallon műsornak. Áprilisban két koncertet ad a legendás Royal Albert Hall-ban, majd májusban visszatért Kaliforniába, hogy a Hearst Greek Theatre-ben és az Orpheum Theatre-ben lépjen fel, ismét csak az Astral Weeks dalaival, sőt meghívást kapott a Jay Leno show-ba. Az Orpheum koncertet filmre is vették Farah Fawcett kedvéért, aki betegsége miatt személyesen nem tudott részt venni az eseményen.
További három koncertalbuma jelent meg az évek során: 1984-ben a Live at the Grand Opera HouseBelfast, az 1994-es A Night in San Francisco, amit a "Rolling Stone" így jellemzett: „karrierje lélek-keresésének csúcspontja, amely Morrisont a mennyek felé forduló tekintettel és szilárdan két lábbal a földön állva találja”. A harmadik lemezt 2000-ben jelenik meg, és az 1998-as belfast-i koncert Lonnie Donegan-nal és Chris Barber-ral, a The Skiffle Sessions – Live in Belfast anyagát tartalmazza.

## Együttműködése más zenészekkel
A 90-es évek során Morrison szoros munkakapcsolatba került két énekessel: Georgie Fame-mel, aki sokszor kölcsönözte hangját, valamint hangszeres tudását Hammond orgonán Morrison lemezeihez, és Brian Kennedy-vel, aki vokalistaként remekül kiegészítette Morrison „őszülő” hangját, mind a stúdió, mind az élő fellépések során.
Szintén ebben az évtizedben fellendül együttműködése más előadókkal, és ez kitart az új évezredben is. 1995-ben szerepelt a The Chieftains együttes "The Long Black Veil" albumán. 1996-ban a "Have I Told You Lately" daláért Grammy-díjat kapott a "Legjobb Pop Énekesi Együttműködésért" kategóriában.
Producere volt, és néhány számban szerepelt is a blues legenda John Lee Hooker 1997-es albumán a "Don’t Look Back"-en. Az album a legjobb tradicionális blues kategóriában díjat nyert, és megnyerte a "Legjobb Pop Énekesi Együttműködésért" díjat is 1998-ban. Kettejük közös munkája még 1971-ben kezdődött, amikor duettet adtak elő Hooker "Never Get Out of These Blues Alive" című albumán és a blues gitáros feldolgozta Morrison "T.B. Sheets" című számát.
Morrison részt vett Tom Jones 1999-es Reloaded című lemezén, a "Sometime We Cry" című dalt adják elő ketten. Mark Knopfler 2000-es " Sailing to Philadelphia" lemezén szerepelt legközelebb, ahol a "The Last Laugh" dalban vokálozott. Ray Charles albumán a "Genius Loves Company"-n vendégeskedett, Morrison "Crazy Love" című dalát adták elő közösen.
2000-ben klasszikus country albumot készít Linda Gail Lewis-szal, "You Win Again" címmel. Az Allmusic Guide háromcsillagosra értékeli a lemezt, és így ír róla: "hiteles próbálkozás, amely nem hangzik mesterkéltnek".

## Zene

### Ének
Jellegzetes dörmögése miatt – amely folk, blues, soul, jazz, gospel és ulsteri skót-kelta hatásokkal tűzdelt – Morrisont sok rocktörténész az egyik legkivételesebb és -befolyásosabb vokalistának tartja. Greil Marcus kritikus egyenesen kijelentette: "egyetlen fehér ember sem énekel úgy mint Van Morrison". 2010-es könyvében így ír Marcus: "Természeti tény, hogy talán Morrisoné a leggazdagabb és legkifejezőbb hang Elvis óta, olyan előadói öntudattal, amelyet Elvis mindig is visszautasított.
A 2008-as Astral Weeks előadás kapcsán összehasonlították az 1968-as Morrison hangját a jelenlegivel. A fiatalkori hang jellemzése: „kemény és gyengéd, esdeklő és panaszos”. Negyven évvel később hangterjedelme és ereje különbsége észrevehető, de a kritikusok szerint előnyére változott: „Morrison hangskálája teljesebbé vált: egy mélyebb, hangosabb dörmögés, mint fiatalkori, szomorkás hangja – lágyabb előadásmóddal – de nemkevésbé erőteljes.” Morrison így magyarázza hozzáállását az énekléshez: „A cél a rekeszizomból való éneklés, amely nem ront a hangon. Azelőtt a torkom felsőbb régióiban énekeltem, ami idővel tönkreteszi a hangszálakat. Az alsó hasi tájékról jövő ének lehetővé teszi a hang hosszabb kitartását. Akár egy méterre a mikrofontól is hallható zengése.

### Dalszerzés és szöveg
Morrison karrierje során dalok százait írta. Rendszeresen visszatérő téma volt számára a Belfastban töltött gyermekkor. Dalainak címei is a kor helyeihez kötődnek mint, "Cyprus Avenue" (egy közeli utca) , "Orangefield" (iskolája), "On Hyndford Street" (ahol született). Morrison legjobb szerelmes dalaiban rendszeresen jelen van a szentség-világi kettős, ilyen az "Into the Mystic" és a "So Quiet Here".
1979-es albumán az "Into the Music”-on jelenik meg először Morrison hite a zene gyógyító hatásában. valamint misztikus kereszténység egyfajta formája. Ez a két téma gyakran került előkésőbbi pályafutása során.
Szövegeire nagy hatással voltak a látnok-költők, mint William Blake, W.B. Yeats, Samuel Taylor Coleridge és William Wordsworth. Életrajzírója szerint: „mint bármelyik nagy költő Blake-től Seamus Heaney-ig, a szavak eredeti varázslatos erejét idézi fel. Habár Morrison a költészet gyökereihez tér vissza – mint Homérosz költeményeiben, az óangol hőseposzban a "Beowulf"-ban, a "Zsoltárok Könyvé"-ben vagy a népi dalokban – ahol a szavak és zene elegye új valóságot hoz létre. John Collins így írt róla: „Morrison jazzénekesi és repetitív énekesi stílusa miatt szövegei nem tekinthetők költészetnek. Inkább mantraként ismételgeti a szavakat, vagy improvizatívan tör ki belőle. A szavak inkább prózaiak, amely nehezen nevezhető költészetnek”.
Morrison szövegírási metódusát a következőképpen kommentálta: „Egy más helyről írok. Még azt sem tudom, van-e ennek a helynek neve. A szavak csak jönnek és én megformázom őket, szobrot faragok belőlük, ami szintén nem könnyű mesterség”.

### Előadásmód
Greil Marcus kritikus azzal érvel, hogy Morrison munkájának valódi szélessége és összetettsége miatt képtelenség mások munkájához hasonlítani: „Morrison az a zenész marad, akit senki mással nem lehet összevetni a rock & roll történetében, egy énekes, akit nem lehet zárt keretek közé szorítani, hanyagolni vagy mások elvárásainak megfeleltetni.” Jay Cocks írta: „Kiterjeszti saját magát, hogy mondanivalója jobban érvényre jusson. A zene nagy alakjai között – és még ezek között is ő az egyik legnagyobb – Morrison hajthatatlanul befelé fordul. Habár szabadon keresztezi a zenei stílusokat – R&B, kelta népzene, jazz, rave-up rock, himnuszok, igazi mocskos blues – csalhatatlanul ugyanazon a különös helyen található: saját hullámhosszán.
Zenéjének és önmagának transzcendentális stílusa az 1968-as "Astral Weeks" című lemezzel került a köztudatba. A lemez 2009-es előadása után megjegyezték róla: „a transzcendentális szakma nagymestere” maradt. A zenei forma a dalírás tudatfolyamán és érzelmi vokalizációján alapul, melynek sem szabályos felépítése, sem szimmetriája nincs. Fellépései a spontán dinamikus felépítéstől függenek ő és zenekara közt, amelyet ő maga kézmozdulatokkal irányít, jelezve egy-egy zenekari tagnak a rögtönzött szólót. A zene és szöveg felépítése a hipnotikus, transz-szerű állapot felé irányul, amely a pillanat kreativitásától függ. Az LA Weekly írója Scott Foundas írta: „egy adott dal határainak túllépési lehetőségeit keresi, ahol elérheti a tökéletes szabadságot, hogy elvigye saját magát, a zenekart és a közönséget az ismeretlenbe.” Greil Marcus egy egész könyvet szentelt Morrison zenéjének elemzésére, ahol azokat a pillanatokat vizsgálja, amikor a zenész eléri, vagy meghaladja ezt az állapotot: „zenéjében a menekülés az átlagos határoktól – annak elérése, meghaladása vagy erőszakos túllépése – jöhet az elbizonytalanodásból, szavak, kifejezések ismételgetésétől, szünetektől, vagy Morrison zenészeket irányító zenekarvezetői stílusából, hangokat megváltoztató és megragadó énekesi stílusából, amely magától vagy magából kiindulva válik eseménnyé. Ezekben a pillanatokban az egyén elmarad, és a hang, a „yarragh” (William Butler Yeats), válik cselekvő közvetítővé: egy zenei személy, saját tudattal és testtel.” A könyv egy kritikusa ezt írta: „Ezek a zenei transzcendens pillanatai, amikor az énekes és a dal összenő, egyik sem függ a másiktól, nem lehet őket különválasztani, hanem eggyé olvadnak mint a lélegzet és az élet…”
Morrison úgy véli a jazz improvizációs technika, amely lehetővé teszi, hogy egy dalt kétszer ne adja elő ugyanolyan formán – kivéve az Atral Weeks lemez különleges tolmácsolását – lehetetlenné teszi, hogy számlista készüljön koncertjeire. Jobban szeret kis helyszíneken és jó akusztikával rendelkező komolyzenei termekben fellépni. Azon rendelkezése, hogy koncertjein nem árulhatnak alkoholt – amely rendelkezése a hírekben is helyet kapott -, megakadályozza a nézőket az ülőhelyük elhagyásában, ezzel megzavarva az előadást. Egy 2009-es interjúban Morrison ezt nyilatkozta: „Tudatosan nem akarom elvinni a hallgatót sehova. A zeném által magam akarok eljutni oda. Ha azonban a hallgató egy hullámhosszra kerül énekemmel, mondanivalómmal, akkor azt hiszem íróként nem veszett kárba a munkám.”

### Műfaj
Van Morrison zenéje számos műfajt ölel fel. Korai időszakában blues és R&B énekesként lépett fel. Az évek során rengeteg hatás érte, és sokféle stílusú számot írt. Számai közt van blues, R&B, pop, jazz, rock, fol, country, gospel, ír népzene, big band, skiffle, rock and roll, new age, klasszikus és instrumentális stílus is. Morrison magát soul énekesként tartja számon.
Morrison zenéjének egy részét „kelta soul”-ként sorolták be, vagy ahogy Brian Hinton mondta: egy új stílus jött létre a „caledoniai soul”. Ritchie Yorke életrajzíró mondta: „Caledonia szelleme a lelkében van, amelyet zenéje remekül tükröz”. Morrison állítása szerint „mikor először járt Skóciában, egy újfajta lélekminőséget fedezett fel, (belfasti ősei ulster-i skótok leszármazottai), és hiszi, hogy a soul zene és Caledonia között kapcsolat van. Yorke elmondja, hogy: „Morrison többéves komponálás után fedezte fel, hogy az által írt zene abban a dúr modális skálában íródott (hetedik fok nélkül), amelyet az ír és skót dudások használnak népzenéjükben.

## Caledonia
A név "Caledonia" fontos szerepet játszik Morrison élete és karrierje során. Ritchie Yorke rámutatott, hogy Morrison olyan sokszor utalt a Caledonia névre, hogy "szinte a szó megszállottjává vált". Erik Hage 2009-es életrajzában így ír: „Úgy látszik Morrison mélyen érdeklődött karrierje elején ősei skót gyökerei, majd később az angol vidék iránt, így a Caledonia nevet kezdte használni (a rómaiak nevezték az Észak-Anglia területeket és Skóciát így).” De ugyanezt a nevet kapta Shana nevű lánya, első produkciós cége, stúdiója, kiadója, két kísérőzenekara, szülei lemezboltja Fairfax-ben, a 70-es években, és még felvételt is készített 1974-ben "Caldonia" (a nevet Caledonia-ként ejti) címmel.

## Hatása mások zenéjére
Morrison hatása könnyedén hallható más híres zenészek munkáiban, valamint a Rolling Stone’s Encyclopedia of Rock’n’Roll szerint „hatása a rock énekesek/dalírók között egyedülálló, a jelenleg is élő zenészek között, a másik legenda Bob Dylan mellett. Morrison nyers, nyugtalan hangjának visszhangjai hallhatók manapság Bruce Springsteen-en keresztül Elvis Costello-ig. Olyan előadók ismerték el befolyását mint a U2 (Bono nyilatkozata: Csodálom az olyan muzsikusokat, mint Van Morrison. Hat hónappal a The Unforgettable Fire felvételei előtt abba kellett hagynom lemezeinek hallgatását, mert nem akartam, hogy az eredeti hangja legyőzze az enyémet), John Mellencamp (Wild Night), Jim Morrison, Joan Armatrading (az egyetlen hatás, amelyet ő maga is elismer), Nick Cave, Rod Stewart, Tom Petty, Rickie Lee Jones, Elton John, Graham Parker, Sinead O’Connor, Phil Lynott a Thin Lizzy énekese, Bob Seger („Bruce Springsteenre és rám is nagy hatással volt Van Morrison”), a Dexys Midnight Runners énekesére Kevin Rowlandra ("Jackie Wilson Said"), Jimi Hendrix ("Gloria"), Jeff Buckley ("The Way Young Lovers Do", "Sweet Thing"). Morrison hatása még a country stílusra is kiterjedt: „Van Morrison az egyik legnagyobb befolyással bíró személy életem során”, nyilatkozta Hal Ketchum.
A fiatalabb generációra is komoly benyomást tett: az ír énekes Damien Rice, akiről azt vallják, a legjobb úton halad, hogy Morrison örökébe lépjen. Sok együttes dolgozta fel számait. A The Frames nevű ír zenekar rendszeresen játssza dalait koncerteken. Az amerikai Wallflowers az "Into the Mystic" című számát dolgozta fel. De játssza dalait koncerteken a kanadai blues énekes Colin James. Robert Pattinson színész és énekes első helyen nevezte meg Morrisont zenei pályafutása inspirálójaként.
Mindazonáltal Morrison pályafutása során sok más művészt támogatott azzal, hogy közös fellépéseket vállalt velük. Az "A Night in San Francisco" koncertlemezen gyermekkori idoljai is fellépnek: Jimmy Witherspoon, John Lee Hooker és Junior Wells. Habár gyakran kifejezi nemtetszését (interjúkban és dalaiban) a média és a zeneipar iránt, sok zenész karrierját támogatta az évek során, mint James Hunter és a belfasti születésű testvéreket, Brian és Bap Kennedy-t.

## Magánélet
Morrison születésétől fogva 1967-ig Belfastban élt, majd New Yorkba költözött a Bang Records-szal kötött szerződését követően. Vízumproblémák miatt a kiutasítás fenyegette, de amerikai barátnője Janet Rigsbee-vel kötött házassága megmentette ettől. A házaspár a Massachusetts-beli Cambridge-be költözött, ahol kisebb klubokban talált fellépési lehetőséget. A párnak egy gyermeke született Shana Morrison, aki szintén énekes-dalszerző lett. Morrison és családja bejárta Amerikát, éltek Bostonban, Woodstockban, New Yorkban, és a kaliforniai Fairfax-ben is. Felesége a Tupelo Honey lemez borítóján is szerepel. 1973-ban váltak el.
Morrison a 70-es évek végefelé tért vissza Európába. London Notting Hill kerületében telepedett le. Később Bath-ba költözött, ahol megvásárolta a Wool Hall Studios-t. Vett egy tengerparti házat Dublin közelében, Dalkey falucskában, ahol két szomszéd is beperelte biztonsági és magánéleti okokból 2001-ben és 2010-ben. Az első esetben Morrison egészen a Legfelső Bíróságig is elment.
2001-ben a Linda Gail Lewis-szal megtartott kilenc hónapos You Win Again turné során a hölgy szexuális zaklatással és méltánytalan bánásmóddal vádolta meg Morrisont. Mindkét vádat később visszavonták, Morrison ügyvédje pedig a következő nyilatkozatot adta ki: „Van Morrison elégedett, hogy a vádakat visszavonták. Elfogadta a teljes bocsánatkérést és a minden részletre kiterjedő visszavonást, amely jól mutatja a kiinduló helyzetet.
Morrison 1992 nyarán találkozott az ír előkelőséggel Michelle Rocca-val, és gyakran szerepeltek a dublini pletykalapokban, amely szokatlan volt a visszahúzódó Morrison számára. Rocca a "Days Like This" album borítóján is megjelent. A pár összeházasodott és két gyermekük született.
2009 decemberében a texasi lakos és Morrison alkalmazásában álló Gigi Lee egy fiúgyermeknek adott életet. A hölgy Morrisont nevezte meg a gyermek apjának. Lee Morrison hivatalos honlapján jelentette be a gyermek születését, habár Morrison utólag tagadta az apaságot. 2011 októberében Lee torokrákban halt meg, fia pedig ezt megelőzően 2011 januárjában cukorbetegség következtében fellépett komplikációk miatt hunyt el.

## Diszkográfia
Bővebben: 
- Blowin' Your Mind! (1967)
- Astral Weeks (1968)
- Moondance (1970)
- His Band and the Street Choir (1970)
- Tupelo Honey (1971)
- Saint Dominic's Preview (1972)
- Hard Nose the Highway (1973)
- Veedon Fleece (1974)
- A Period of Transition (1977)
- Wavelength (1978)
- Into the Music (1979)
- Common One (1980)
- Beautiful Vision (1982)
- Inarticulate Speech of the Heart (1983)
- A Sense of Wonder (1985)
- No Guru, No Method, No Teacher (1986)
- Poetic Champions Compose (1987)
- Irish Heartbeat (1988)
- Avalon Sunset (1989)
- Enlightenment (1990)
- Hymns to the Silence (1991)
- Too Long in Exile (1993)
- Days Like This (1995)
- How Long Has This Been Going On (1996)
- Tell Me Something: The Songs of Mose Allison (1996)
- The Healing Game (1997)
- Back on Top (1999)
- You Win Again (2000)
- Down the Road (2002)
- What's Wrong with This Picture? (2003)
- Magic Time (2005)
- Pay the Devil (2006)
- Keep It Simple (2008)
- Born to Sing: No Plan B (2012)
- Duets: Re-working the Catalogue (2015)
- Keep Me Singing (2016)
- Roll with the Punches (2017)
- Versatile (2017)
- You're Driving Me Crazy (2018)
- The Prophet Speaks (2018)
- Three Chords and The Truth (2019)
- Latest Record Project, Volume 1 (2021)
- What's It Gonna Take? (2022)
- Moving On Skiffle (2023)
- Beyond Worlds: Instrumental (2023)
- Accentuate the Positive (2023)
- New Arrangements and Duets (2024)
- Remembering Now (2025)

## Bibliográfia
- Collis, John (1996). Inarticulate Speech of the Heart, Little Brown and Company, ISBN 0-306-80811-0
- Hage, Erik (2009). The Words and Music of Van Morrison, Praeger Publishers, ISBN 978-0-313-35862-3
- Heylin, Clinton (2003). Can You Feel the Silence? Van Morrison: A New Biography, Chicago Review Press, ISBN 1-55652-542-7
- Hinton, Brian (1997). Celtic Crossroads: The Art of Van Morrison, Sanctuary, ISBN 1-86074-169-X
- Marcus, Greil. 1992. "Van Morrison." In: The Rolling Stone Illustrated History of Rock & Roll. Anthony DeCurtis and James Henke, with Holly George-Warren, eds. (original ed. Jim Miller): pp442–447. New York: Random House, ISBN 978-0-679-73728-5
- Marcus, Greil (2010). When That Rough God Goes Riding: Listening to Van Morrison, Public Affairs, ISBN 978-1-58648-821-5
- Moon, Tom (2008). 1,000 Recordings to Hear Before You Die, Workman Publishing Company, ISBN 978-0-7611-3963-8
- Rogan, Johnny (2006). Van Morrison: No Surrender, London: Vintage Books ISBN 978-0-09-943183-1
- Rosenthal, Elizabeth. (2001) His Song: The Musical Journey of Elton John, Billboard Books, ISBN 0-8230-8893-6
- The Immortals: The First Fifty". Rolling Stone Issue 946.
- Turner, Steve (1993). Van Morrison: Too Late to Stop Now, Viking Penguin, ISBN 0-670-85147-7
- Van Morrison. Peter Wolfe. Rolling Stone Issue 946.
- Yorke, Ritchie (1975). Into The Music, London: Charisma Books, ISBN 0-85947-013-X

### További könyvek
- Brooks, Ken (1999). In Search of Van Morrison, Agenda, ISBN 1-899882-95-2
- Buzacott, Martin; Ford, Andrew (2005) Speaking in Tongues: The Songs of Van Morrison, ABC, ISBN 0-7333-1297-7
- Dawe, Gerald (2007). My Mother-City, Belfast:Lagan Press – (Includes section on Van Morrison from previous edition, The Rest is History, Newry:Abbey Press, 1998)
- DeWitt, Howard A. (1983). Van Morrison: The Mystic's Music, Horizon Books, ISBN 0-938840-02-9
- Mills, Peter (2010). Hymns To The Silence: Inside the Music and Lyrics of Van Morrison, Continuum, ISBN 978-0-8264-2976-6

## Fordítás
- Ez a szócikk részben vagy egészben  a   Van_Morrison című angol Wikipédia-szócikk ezen változatának fordításán alapul.  Az eredeti cikk szerkesztőit annak laptörténete sorolja fel. Ez a jelzés csupán a megfogalmazás eredetét és a szerzői jogokat jelzi, nem szolgál a cikkben szereplő információk forrásmegjelöléseként.